# Relations entre le Bénin et l'Inde
Les relations entre le Bénin et l'Inde sont les relations bilatérales de la république du Bénin et de la république de l'Inde. Les deux nations font partie du Mouvement des non-alignés. Le Bénin soutient la candidature de l'Inde à un siège permanent au sein d'un Conseil de sécurité réformé. Le ministère des affaires extérieures du gouvernement indien a déclaré que les liens de l'Inde avec le Bénin étaient caractérisés par la démocratie et la laïcité.
Le ministre indien des affaires étrangères s'est récemment rendu au Bénin, où il a déclaré : « En Inde, nous admirons beaucoup la République du Bénin, qui est un exemple brillant de société tolérante, progressiste, multiethnique et multireligieuse, avec une démocratie multipartite. L'Inde, étant la plus grande démocratie du monde, se réjouit des diverses réalisations du Bénin et souhaite contribuer à son succès futur ».

## Visites d'État
Le président du Bénin, Thomas Boni Yayi, a effectué une visite d'État en Inde en mars 2009, où il a rencontré le Premier ministre indien, le Dr Manmohan Singh. Le président Boni Yayi a effectué une deuxième visite en Inde du 26 au 30 octobre 2016 pour assister au troisième sommet du Forum Inde-Afrique (IAFS-III) qui s'est tenu à New Delhi. Le Premier ministre Narendra Modi a rencontré le président Yayi en marge de l'IAFS-III. Le président Yayi était accompagné par une délégation de 27 membres.
Un autre président béninois, le successeur de Boni Yayi, Patrice Talon, s'est rendu en Inde pour assister aux réunions annuelles de la Banque de développement africaine (BAD) qui s'est tenue à Ahmedabad du 22 au 26 mai 2017. Il a rencontré le premier ministre indien, Narendra Modi, en marge de la réunion.

## Représentation diplomatique
Le 18 octobre 2010, André Sandra est devenu l'ambassadeur du Bénin en Inde. Le Bénin a une ambassade résidente à New Delhi. L'Inde n'a pas de mission résidente au Bénin. Le haut-commissaire indien à Lagos, la capitale du Nigeria, est également accrédité au Bénin.